# Serbîniv, Volociîsk
Serbîniv (în ucraineană Сербинів) este un sat în comuna Fedirkî din raionul Volociîsk, regiunea Hmelnîțkîi, Ucraina.

## Demografie
Componența lingvistică a localității Serbîniv
     Ucraineană (100%)
Conform recensământului din 2001, toată populația localității Serbîniv era vorbitoare de ucraineană (100%).